# La Grigonnais
La Grigonnais (bretonisch: Kerrigon; Gallo: La Gergonàe) ist eine französische Gemeinde mit 1.815 Einwohnern (Stand: 1. Januar 2022) im Département Loire-Atlantique in der Region Pays de la Loire; sie gehört zum Arrondissement Châteaubriant-Ancenis und zum Kanton Guémené-Penfao. Die Einwohner werden Grigonnaisiens genannt.

## Geografie
La Grigonnais liegt etwa 32 Kilometer nordnordwestlich von Nantes. Umgeben wird La Grigonnais von den Nachbargemeinden Vay im Norden und Westen, Nozay im Nordosten, Puceul im Osten, La Chevallerais im Süden sowie Blain im Süden und Südwesten.
Durch die Gemeinde führt die Route nationale 171.

## Geschichte
1958 wurde die Gemeinde aus der Nachbarkommune Vay herausgelöst und eigenständig.

### Bevölkerungsentwicklung
| Jahr                       | 1962 | 1968 | 1975 | 1982 | 1990 | 1999 | 2006 | 2017 |
| Einwohner                  | 786  | 780  | 806  | 931  | 1016 | 1101 | 1347 | 1675 |
| Quellen: Cassini und INSEE |      |      |      |      |      |      |      |      |

## Sehenswürdigkeiten

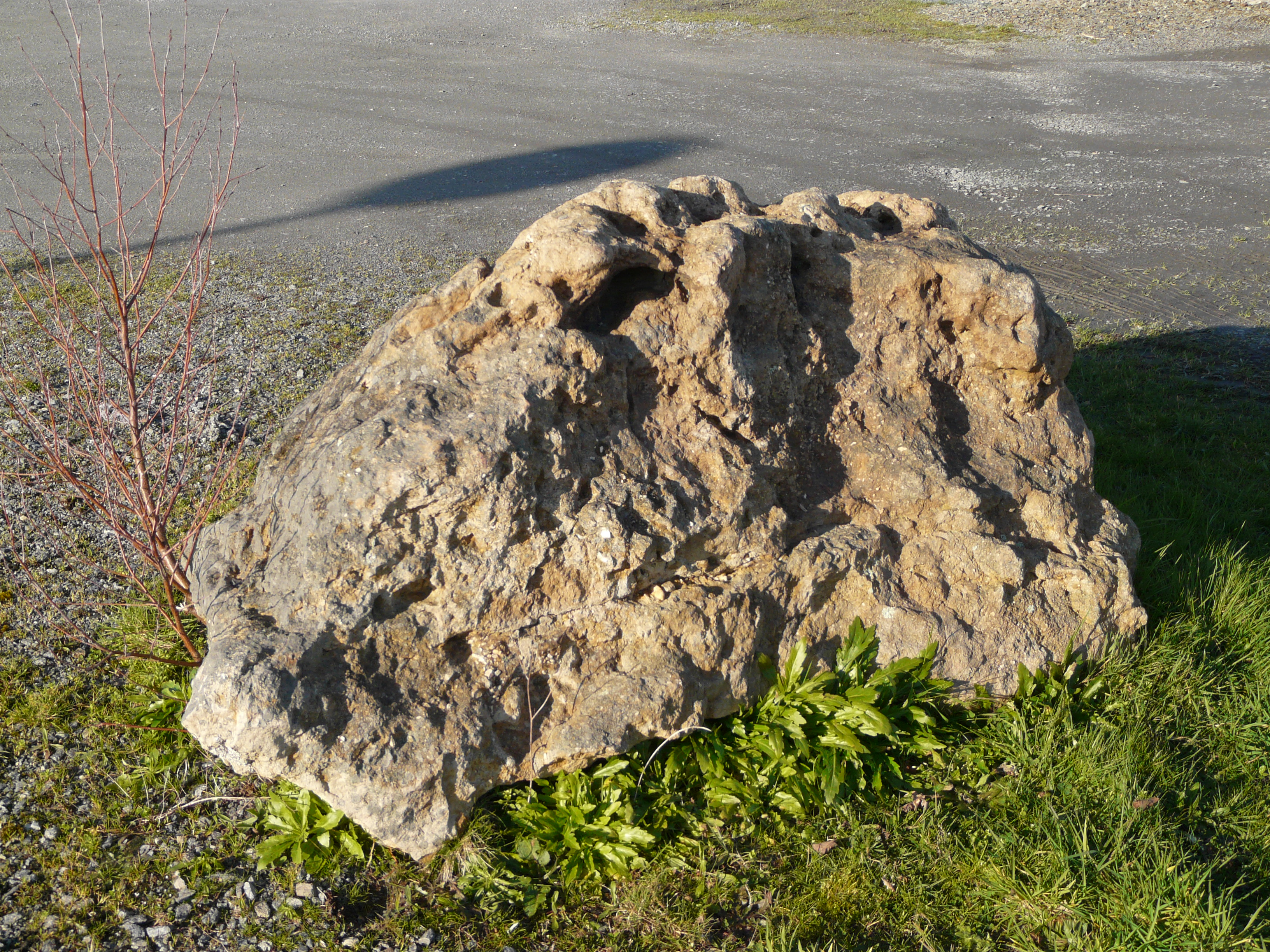
Menhir
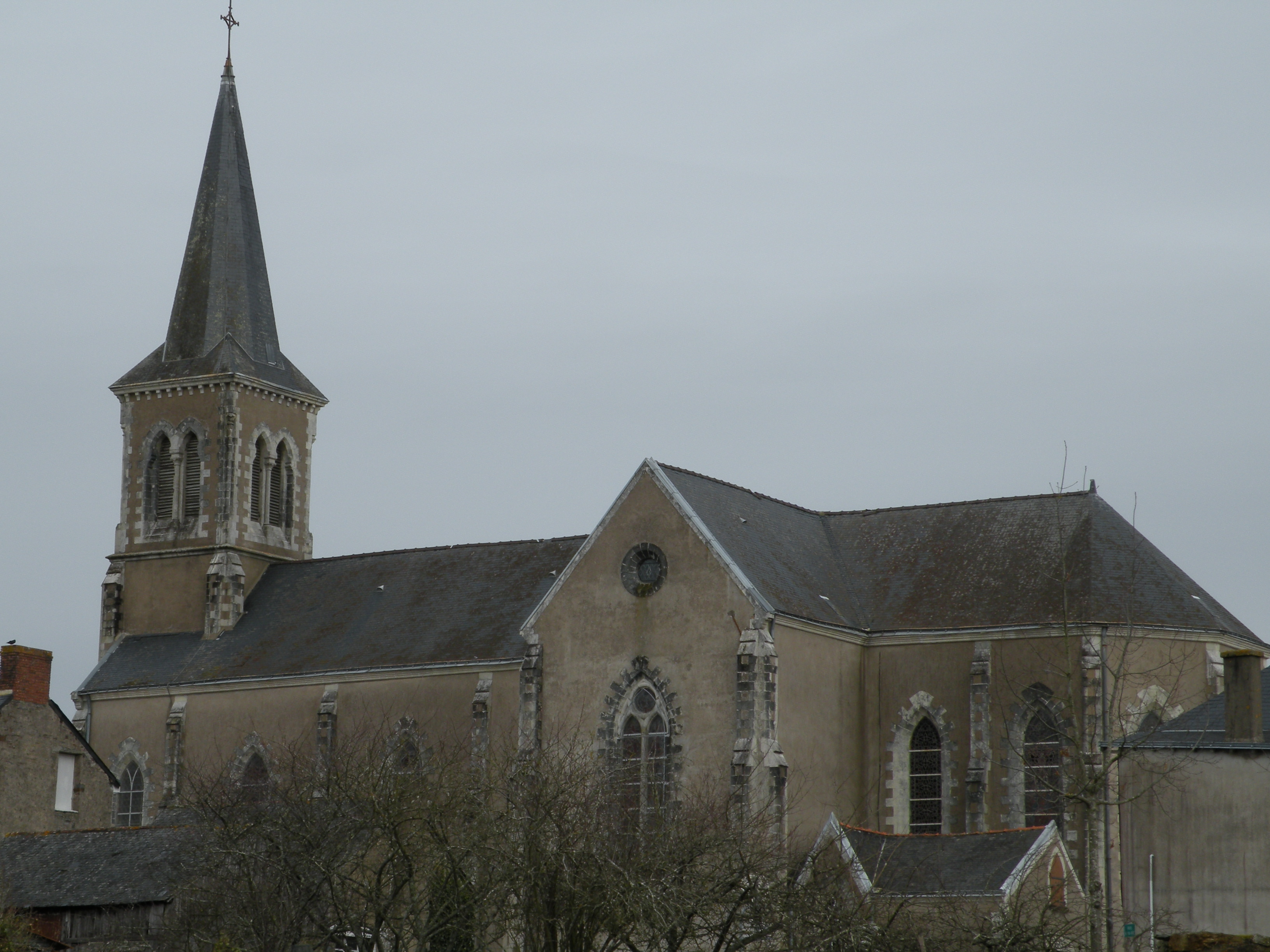
Kirche Saint-Victor

- Menhir
- Kirche Saint-Victor